# Идрисиды
Идриси́ды (араб. الأدارسة‎) — арабская династия, правившая на западе Северной Африки в 789—985 годах.

## История
Её основатель Идрис, потомок Али ибн Абу Талиба, бежал в 784 году от преследований Аббасидов на запад Северной Африки, где многие берберские племена — одни добровольно, другие под силой оружия, а также правители Тлемсена и Танжера, — признали его имамом. Идрис I основал Фес.
После непродолжительного царствования он умер в 791 году. По мнению шиитов, он был отравлен по указанию аббасидского халифа Харун ар-Рашида. Его единственный сын, Идрис II, родился уже после смерти отца. Идрис II (несмотря на то, что он воспитывался на землях берберского племени ауреба) приказал убить шейха ауреба — Абу Лейлу Исхака. После этого Идрис II перенес свою столицу в Фес. В Фесе и Аль-Алии были размещены беженцы из Кордовы и Кайруана. Идрис II расширил границы своего государства и умер в 829 году.
При его сыне и преемнике Мухаммаде государство Идрисидов было разделено между восемью сыновьями Идриса II, что и послужило причиной междоусобиц. В начале X века усилились соседи Идрисидов: на востоке возникло государство Фатимидов, на севере усилились Омейяды. Пользуясь этим, часть племен — микнасса отложились от Идрисидов.
В 920 году Йахия IV, славившийся мудростью, был лишён престола полководцем династии Фатимидов — Масалой, а остальные представители рода бежали в Риф. Его преемник Хасан в 926 году вновь овладел Фесом, но не смог противостоять соседям. В 926 году Омейяды захватили Мелиму, в 927 году микнасса захватило Фес, а Фатимиды в 931 году взяли Сеуту. Идрисиды сохранили лишь Танжер; в этой ситуации они признали верховную власть Фатимидов. В 935 Идрисидам удалось вернуть себе Фес. Попытавшись около 950 поменять сюзеренитет Фатимидов на Омейядов, Идрисиды утратили все города, кроме Танжера и Сеуты. В 972 году Хасан II вновь решил подчинить своё государство Фатимидам. Но в 974 году проиграл войну и попал в плен, был увезен в Кордову. Получив свободу, он безрезультатно пытался поднять антиомейядское восстание.
Потомки Умара, сына Идриса II, правившие в Сеуте и Танжере, перебрались в Малагу и стали основателями рода Хаммудидов.

## Идрисиды в Фесе
- Идрис ибн Абдуллах, халиф Магриба (789—791)
- Идрис II, халиф Магриба (791—828)
- Мухаммад I ибн Идрис, халиф Магриба (828—836)
- Али I ибн Мухаммад, халиф Магриба (836—849)
- Яхья I ибн Мухаммад, халиф Магриба (849—863)
- Яхья II ибн Яхья, халиф Магриба (863—866)
- Али II ибн Умар, халиф Магриба (866—880)
- Яхья III ибн аль-Касим, халиф Магриба (880—904)
- Яхья IV ибн Идрис, халиф Магриба (904—921)
- Хасан I ибн Мухаммад, халиф Магриба (921—927)
- Касим I ибн Ибрахим, халиф Магриба (927—949)
- Ахмад I ибн Касим, халиф Магриба (949—954)
- Хасан II ибн Касим, халиф Магриба (954—974, 975—985)

## Идрисиды в Малаке
- Хаммуд ибн Ахмад ибн Маймун ибн Ахмад ибн УбайдАллах ибн Умар ибн Идрис ас-Сагир, родоначальник Хаммудидов.